# Kraubath an der Mur
Kraubath an der Mur – gmina targowa w Austrii, w kraju związkowym Styria, w powiecie Leoben. Liczy 1263 mieszkańców (1 stycznia 2015).

## Współpraca
16 lipca 2010 gmina podpisała umowę partnerską z gminą Koszęcin.